# Obstrukcija
Obstrukcija pomeni namerno zavlačevanje ali preprečevanje spremembe, zlasti v politiki. 
V parlamentarni demokraciji je to izraz za vnaprej napovedano odsotnost vseh članov poslanske skupine pri obravnavi določene točke dnevnega reda seje državnega zbora. To taktiko uporabljajo poslanske skupine pri parlamentarnem delovanju in pri parlamentarnem boju. Obstrukcijo mora napovedati vodja poslanske skupine in hkrati obrazložiti razloge za tak ukrep. Obstrukcija se ne šteje za neopravičeno odsotnost s seje državnega zbora.